# Секоница
Секоница (укр. Сікониця) — река в Яворовском районе Львовской области Украины. Правый приток реки Сечня (бассейн Вислы).
Длина реки 16 км, площадь бассейна 50 км². Русло слабоизвилистое. Пойма местами заболочена, поросшая луговой растительностью. Сооружено несколько прудов, крупнейший из которых расположен между сёлами Липники и Санники.
Истоки расположены к юго-востоку от села Малая Диброва. Река течёт сначала на северо-восток, около села Волчищовичи резко поворачивает на северо-запад. Впадает в реку Сечня на южной окраине города Мостиска.